# Kasteel van Buizingen

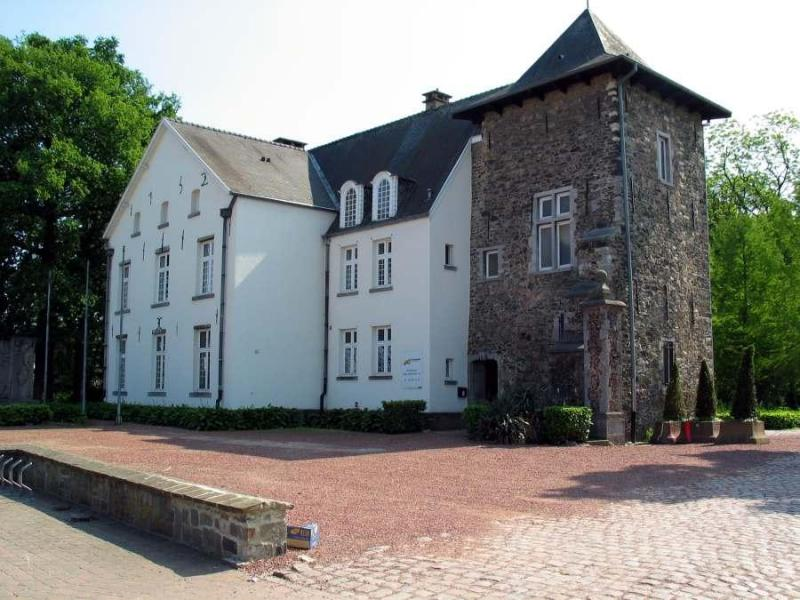
Kasteel van Buizingen

Het Kasteel van Buizingen is een kasteel in de tot de Vlaams-Brabantse gemeente Halle behorende plaats Buizingen, gelegen aan het Gemeenteplein 1 en 1A.

## Geschiedenis
Dit was de zetel van de heren van Buizingen. Hier woonde de familie Buys naamgever van de plaats Buizingen. In 1501 verkocht aan de familie van Itter, in 1538 aan Boisot welke een verbouwing liet doorvoeren. Eind 16e eeuw aan Taxis, in 1687 aan d'Overschie, in 1750 aan Leduc en daarna aan Manlingrau. Uiteindelijk is het kasteel in gebruik genomen, tot de fusie van 1977, als gemeentehuis van Buizingen.

## Gebouw
De vierkante toren, opgetrokken in breuksteen, heeft een middeleeuwse kern maar werd in de 16e en de 18e eeuw aangepast. De aansluitende vleugel is van 1752. Loodrecht hierop staat nog een vleugel.
Het gebouw is gedeeltelijk omringd door een vijver,